# Qubit de chat
Un qubit de chat, est un qubit supraconducteur, dont l'utilisation avec des corrections d'erreur appropriées permet de réduire la décohérence quantique.

## Principe
Contrairement aux bits de l'informatique classique, les qubits de l'informatique quantique sont très sensibles aux perturbations, notamment en provenance de leur environnement. La décohérence survient lorsque l'environnement influe lors de la mesure de l'état du qubit. Pour que les résultats soient utilisables, l'information obtenue doit être compensée par des corrections d’erreurs quantiques.
Un qubit de chat est l'encodage d'un état du chat (en), c'est-à-dire à un état quantique composé de deux conditions diamétralement opposées en même temps, et à ce titre dans l'état quantique du chat de Schrödinger,. Ils font partie d’une famille d’états appelés codes bosoniques. Cette superposition de deux états cohérents, de même amplitude, mais de phases opposées, peut être symétrique ou antisymétrique.
Un résonateur (ou oscillateur) supraconducteur micro-ondes est utilisé pour mettre en œuvre le qubit de chat.
L'utilisation de qubits de chat permet de réduire la décohérence quantique, limitant le taux d'erreur inhérent aux ordinateurs quantiques conventionnels.
Ces recherches ont pour base les travaux sur la théorie des cavités résonnantes des Prix Nobel de physique Serge Haroche et David Wineland.